# Arne Johansen
Arne Leif Johansen, född 3 april 1927 i Oslo, död 25 oktober 2013 i Ørland, var en norsk skridskoåkare.
Johansen blev olympisk bronsmedaljör på 500 meter vid vinterspelen 1952 i Oslo.